# Sèpsia
La sèpsia, abans coneguda com a septicèmia, és una condició mèdica greu que apareix quan la resposta del cos a una infecció causa un dany als teixits i òrgans propis.
La septicèmia és un terme mèdic que fa referència a la presència d'organismes patògens en el corrent sanguini, que condueix a la sèpsia. El terme no ha estat clarament definit. S'ha utilitzat de manera incompatible en el passat pels professionals mèdics, per exemple, com a sinònim de la bacterièmia, causant certa confusió. El consens mèdic actual és, doncs, que el terme "septicèmia" és problemàtic i ha de ser evitat.
La sèpsia normalment es tracta a la unitat de cures intensives amb líquids intravenosos i antibiòtics. Si la reposició de líquids és insuficient per mantenir la pressió arterial, s'utilitzen medicaments vasoconstrictors específics. La ventilació artificial i la diàlisi poden ser necessàries per donar suport a la funció dels pulmons i els ronyons, respectivament. Per orientar el tractament, un catèter venós central i un catèter arterial poden ser col·locats. Els pacients amb sèpsia requereixen mesures de prevenció de la trombosi venosa profunda, úlceres d'estrès i les úlceres per pressió, a menys que les altres condicions a prevenir això. Alguns pacients podrien beneficiar-se d'un control estricte dels nivells de sucre en la sang amb la insulina (amb orientació a la hiperglucèmia d'estrès), els corticoesteroides en dosis baixes o drotrecogina alfa activada (proteïna C recombinant).
L'edat és un factor de risc important. El 2012, tan sols el 2,06% de les defuncions per sèpsia als Estats Units es produïren en persones de menys de 35 anys, mentre que el 75,40% es produïren en individus de 65 anys o més.